# Вільгельмсгафен – Лер
Вільгельмсгафен – Лер – трубопровід, який має забезпечити видачу ресурсу із терміналу для імпорту ЗПГ у Вільгельмсгафені, що споруджує компанія Tree Energy Solutions (TES).
До зимового сезону 2023/2024 років у Вільгельмсгафені повинні ввести в дію другий плавучий термінал для прийому ЗПГ (перший запрацював взимку 2022/2023 та був створений компанією Uniper). У комплексі з ним компанія EWE має прокласти газопровід, який прямуватиме через район Вестерштеде та завершуватиметься за кілька кілометрів на північний захід від міста Лер, де на протилежних берегах річки Емс знаходяться належні EWE підземні сховища природного газу Ємгум та Nüttermoor. Крім того, через сполучення з існуючими елементами газотранспортної мережі буде можливість подавати ресурс до ще одного підземного сховища EWE у Ханторфі (Huntorf). Лінія Вільгельмсгафен – Лер матиме довжину 70 км, діаметр 600 мм та пропускну здатність у 6 млрд м3 на рік.
Трубопровід матиме можливість обміну ресурсом із лінією Wilhelmshaven connection line (WAL), яку в 2022-му спорудив інший оператор газотранспортних мереж OGE для видачі продукції терміналу Uniper.
Отримання дозволу на початок будівництва очікувалось лише у першому кварталі 2023-го, проте, з огляду на важливість проекту для енергетичної безпеки Німеччини, EWE у грудні 2022-го вже уклала угоду з компанією Mannesmann Line Pipe GmbH щодо постачання 16 тисяч тон труб, необхідних для прокладання газопроводу. Оскільки термінал Tree Energy Solutions має за головну мету реалізацію проектів в межах політики енергетичного переходу, труби для лінії Вільгельмсгафен – Лер одразу готові для переведення на транспортування водню.